# روزاريو غرانادوس
روزاريو غرانادوس (بالإسبانية: Rosario Granados)‏ هي ممثلة أرجنتينية، ولدت في 12 مارس 1925 في بوينس آيرس في الأرجنتين، وتوفيت في 25 مارس 1997 في مدينة مكسيكو في المكسيك بسبب توقف القلب.

## وصلات خارجية
- روزاريو غرانادوس على موقع IMDb (الإنجليزية)
- روزاريو غرانادوس على موقع قاعدة بيانات الفيلم (الإنجليزية)